# 倉持茜
倉持 茜（くらもち あかね、1979年12月28日 - ）は、日本の元AV女優。
東京都出身。
趣味：映画鑑賞。特技：鉄棒。

## 略歴
- 1999年1月29日 - 関口あずさ名義でAVデビュー。その時のプロフィールでは、生年月日が1979年12月7日、血液型がA型、になっていて倉持茜のものとは違っている。
- 1999年6月11日 - 倉持茜名義での初作品「恋心」をトライハートよりリリース。

現在は引退している。

## 作品

### アダルトビデオ
関口あずさ名義
- 「卒業」初めての昇天（1999年1月29日、宇宙企画）

倉持茜名義
- 恋心（1999年6月11日、トライハート）
- いつまでも…（1999年7月16日、トライハート）
- おさない誘惑（1999年8月14日、トライハート）
- お仕えします！ 猥褻メイド日記（1999年9月17日、トライハート）
- もうひとりの私（1999年10月15日、トライハート）
- 白衣の堕天使（1999年11月26日、トライハート）
- セクシープリンセス（1999年12月17日、トライハート）

- 素人男性参加企画 『倉持茜をハメ撮りしませんか？ 〜エッチしながら撮影会〜』 [限定生産ビデオ]（Mr.プレジデント (レーベル：MOODYZ)）
- 美人家庭教師　倉持茜がおしえてあげる（1999年12月15日、アトラス21）
- 裏残業!!制服痴女ファクトリー（2001年11月30日、トライハートコーポレーション）…オムニバス形式作品、他出演：松坂れいな、清水かおり、葉月エリナ